# ティ・ピー・ブレーン
株式会社ティ・ピー・ブレーン（英称：TELEVISION PROFESSIONAL BRAIN、略称：T・P・BRAIN）は、前会長大倉正樹が創立したテレビ番組の取材技術を行うプロダクションで、株式会社ニユーテレスの関連会社である。1990年（平成2年）4月設立。

## 所在地
- 〒162-0066 東京都新宿区新宿1-15-11 今給黎（いまきいれ）ビル　4F

## 役員
- 代表取締役：川口 珠
- 取締役：青木 芳行
- 取締役：本田 和彦
- 取締役：藤本 敏行（株式会社ニユーテレス 代表取締役社長取締役）
- 監査役：工藤 千春（株式会社ニユーテレス 取締役）

## 技術協力番組

### TV番組
（凡例）太字：現在放映中また継続中（特番の場合）の番組・これから放映される番組。